# Lindy hop
Lindy hop je drušveni ples koji spada u kategoriju swing plesova. Razvio se od 1920. do 1930. godine u Harlemu, New York uz tadašnju jazz glazbu i sadržavao je elemente samostalnog plesa i plesa u paru. Lindy je bio spoj mnogih plesova tog vremena, no najviše je nastao pod utjecajem jazz tapa, breakawaya i charlestona. Ples sam po sebi može biti vrlo dinamičan i brz ili spor i elegantan.

## Stilovi lindy hopa
Postoje dva stila lindy hopa koji se plešu:
- savoyski stil koji se plesao u plesnoj dvorani Savoy Ballroom (Savoy style Lindy Hop).
- hollywoodski stil (Hollywood style)

## Nastanak imena Lindy Hop
Nakon što je Charles Lindbergh 1927. godine preletio Atlantik u neprekidnom letu iz New Yorka do Parisa naslovi tadašnjih novina pisali su "Lindy hops the Atlantic" što bi u prijevodu značilo Lindy preskočio Atlantik (engl. hop = skok).